# Syngnathoides biaculeatus
Syngnathoides biaculeatus är en fiskart som först beskrevs av Bloch 1785.  Syngnathoides biaculeatus ingår i släktet Syngnathoides och familjen kantnålsfiskar. IUCN kategoriserar arten globalt som otillräckligt studerad. Inga underarter finns listade i Catalogue of Life.